# شيوري تاماي
شيوري تاماي ( باليابانية: 玉井 詩織 ولدت في 4 يونيو 1995 في محافظة كاناغاوا) هي نجمة يابانية وعضو في فرقة الفتيات اليابانية مومويرو كلوفر زد.

## الأعمال
- Maku ga Agaru (幕が上がる؟) (幕が上がる؟) (2015)[1]

## وصلات خارجية
- Shiori Tamai's official Stardust profile
- Momoiro Clover Z profile
- Blogs
  - Shiori Tamai's official Ameblo blog (2011–present)
  - Shiori Tamai's official Gree blog (2010–2011)
  - Shiori Tamai's posts at the Momoiro Clover official blog (2009–2010)
  - Shiori Tamai's posts at the 3B School Girl blog (2008–2009)
- Shiori Tamai at Imatsubu (2010)
- شيوري تاماي على موقع IMDb (الإنجليزية)
- شيوري تاماي على موقع ميوزك برينز (الإنجليزية)
- شيوري تاماي على موقع ديسكوغز (الإنجليزية)
- شيوري تاماي على موقع قاعدة بيانات الفيلم (الإنجليزية)